# 淋溶作用
土壤学中，淋洗作用（英語：leaching，译名不统一，见下表）是一種成土作用，指土層中水的运动将可溶性物質从土壤中的一个区域移動到另一个区域的過程。
淋溶作用（英語：eluviation）是一個類似但略有不同的概念，也是一種成土作用，指土壤中的水分將上層土壤（表土）中的懸浮或溶解物質（例如較細微的礦物質和有機物質）搬移到下層土壤（底土）的作用。
淋洗和淋溶的物质往往会从表土中流失并沉积在底土中。积累浸出和淋洗物质的土壤层称为澱積層。
高温和强降雨地区发育出紅土就是淋溶作用的例子。

## 概念辨析
英文中，是一個類似但略有不同的概念，是指土壤中懸浮和可溶性物質（如矿物和有机膠體）的流失，而一般只包含可溶性物質的流失。但是，由於譯名的混亂，兩個概念在中文世界的用法難以嚴格區分。
| 英文         |                        |                                          |                                            |
| ------------ | ---------------------- | ---------------------------------------- | ------------------------------------------ |
| 概念         | 懸浮和可溶性物質的轉移 | 可溶性物質的流失                         | 物質在下層土壤的沈積                       |
| 大陆标准译名 | 淋洗[作用]、淋溶       | 淋溶[作用]、淋滤                         | 淀积作用                                   |
| 台灣標準譯名 | 淋溶[作用]、淋洗[作用] | 殘積作用、淋溶作用、淋濾[作用]、洗出作用 | 洗入[作用]、澱積[作用]、淋積作用、淋澱作用 |
| 其他常见译名 | 淋失[作用]             | 淋失[作用]                               |                                            |